# Mołokanie
Mołokanie (ros. Молокане, czyli dosłownie: „Mlecznicy”) – chrześcijańska grupa religijna, wywodząca się z rosyjskiego prawosławia. 
Nazwa tego wyznania powstała pod koniec XVII w. od rosyjskiego słowa mołoko („mleko”), jako określenie ludzi, którzy nie zachowywali prawosławnego postu, pijąc wzbronione w tym czasie mleko. Mołokanie przyjęli tę nazwę, określając się jako „pijący mleko duchowe” według słów św. Piotra: Jako dopiero narodzone niemowlątka, szczerego mleka słowa Bożego pożądajcie, abyście przez nie urośli (1. List Piotra 2:2, BG).

## Historia
W połowie XVI w. w Rosji Matwiej Simeon Dalmatow zaczął w okolicach Tambowa szerzyć nową doktrynę religijną, która odrzucała boskie pochodzenie władzy carskiej, kult ikon, koncepcję Trójcy Świętej, chrzest z wody, liturgię i duchowieństwo. Głosiła także bezwarunkowy pacyfizm chrześcijański i szereg przepisów rytualnych, dotyczących „czystego” pożywienia.
Dalmatow najpierw przekonał do swoich poglądów rodzinę, potem mieszkańców swojej wsi i dalsze miejscowości. Jego nauki wkrótce dotarły do Moskwy, gdzie przyjęła je grupa Mordwinów. Uwięziony na wniosek duchownych prawosławnych jako heretyk, Dalmatow został zabity przez łamanie kołem i uznany za świętego męczennika przez swoich współwyznawców.
W XVII w. mołokanie byli okrutnie prześladowani przez władze za kategoryczną odmowę służby wojskowej. Nazywani „duchowymi chrześcijanami” i uznani za niebezpiecznych heretyków, byli skazywani na tortury, więzienie, wygnanie i często zabijani. W XIX w. zsyłano ich z centrum Rosji na Ukrainę, Azję Środkową, Syberię i Zakaukazie. W 1833 miały miejsce zstąpienia (wylania) Ducha Świętego, które podzieliły mołokanów na Stałych (Postojannych) i mniejszy odłam tzw. Skaczących (zwany też Nowymi Izraelitami), którzy zaczęli wierzyć w objawienia i cuda, pod przywództwem Maksima Rudomietkina. Uwięziony w klasztorze Sołowieckim napisał on Księgę Ducha i Życia, uznaną przez nowy odłam Skaczących, zwany Maksymistami, za świętą księgę. 
Pisarz Lew Tołstoj w 1869 odwiedził ten klasztor i przerażony ciężkimi warunkami, w jakich był dożywotnio więziony Rudomietkin (który nie był przestępcą, a jedynie heretykiem), rozpoczął kampanię na rzecz jego uwolnienia. W rezultacie przeniesiono Rudomietkina do klasztoru w Suzdalu, gdzie przebywał 9 lat w lepszych warunkach. Od tego czasu Tołstoj zafascynował się doktryną mołokanów i kilku z nich uznał za osobistych mistrzów duchowych.
W końcu XIX w. było około 500 000 mołokanów w Rosji. Wśród mołokanów na Zakaukaziu pojawił się nowy prorok Jefim Kłubnikin, który głosił bliski koniec świata i wzywał do opuszczenia Rosji, bo „wkrótce drzwi się zamkną”. Dwa tysiące jego zwolenników (zwanych Kłubnikanami), głównie z odłamu Skaczących, podążyło za nim do USA, gdzie osiedlili się na wybrzeżu Pacyfiku i w Kanadzie, a także w płn.-zach. Meksyku. Także niewielka liczba Stałych osiedliła się w Kalifornii.

## Obecnie
Współcześnie istnieje około 200 kościołów mołokańskich (150 w Rosji i Azerbejdżanie). Około 25 000 mołokanów mieszka w USA (Kalifornia, Arizona, Oregon, Waszyngton i Wyoming). Pewna ich liczba mieszka w Turcji, gdzie znaleźli się, kiedy region Karsu został odłączony od Rosji. Mołokanie mieszkają też w Meksyku, Brazylii, Australii, Urugwaju, Mongolii i płn.-zach. Chinach. 
Mołokanie przestrzegają nakazów Starego Testamentu o koszernym jedzeniu (zakaz jedzenia wieprzowiny, „owoców morza” i inne). Unikają używek, narkotyków, gier hazardowych i pornografii. Część nie uznaje systemu sądownictwa państwowego. Nabożeństwa (podobne do zielonoświątkowych) odbywają się w języku rosyjskim, mężczyźni i kobiety siedzą oddzielnie. Zalecana jest endogamia.